# Idaea pallidivestis
Idaea pallidivestis là một loài bướm đêm trong họ Geometridae.